# Martirio di sant'Orsola
Il Martirio di sant'Orsola è un dipinto a olio su tela (143×180 cm) eseguito nel 1610 da Caravaggio e conservato presso le Gallerie d'Italia di palazzo Piacentini a Napoli, già sede storica del Banco di Napoli.
Realizzata poco prima della morte, l'opera è di fatto cronologicamente l'ultima fatica di Merisi oggi nota.

## Storia
Il dipinto fu commissionato a Napoli dal banchiere genovese Marcantonio Doria (la cui famiglia aveva per protettrice proprio Sant'Orsola), figlio del doge Agostino, che scelse anche il soggetto del martirio di sant'Orsola, in onore della sua figliastra Anna Grimaldi, figlia di Isabella della Tolfa che in prime nozze aveva sposato Agostino Grimaldi, principe di Salerno, la quale aveva preso i voti monacali nel monastero napoletano di Sant'Andrea delle Dame assumendo il nome proprio di Orsola.
Il dipinto fu eseguito dal Caravaggio con molta rapidità, probabilmente perché egli era in procinto di partire per Porto Ercole, dove il pittore troverà la morte durante il viaggio, in cui successivamente sarebbe salpato per Roma, col fine di compiere le dovute formalità per ricevere la grazia pontificia che avrebbe reso nullo il bando capitale. 

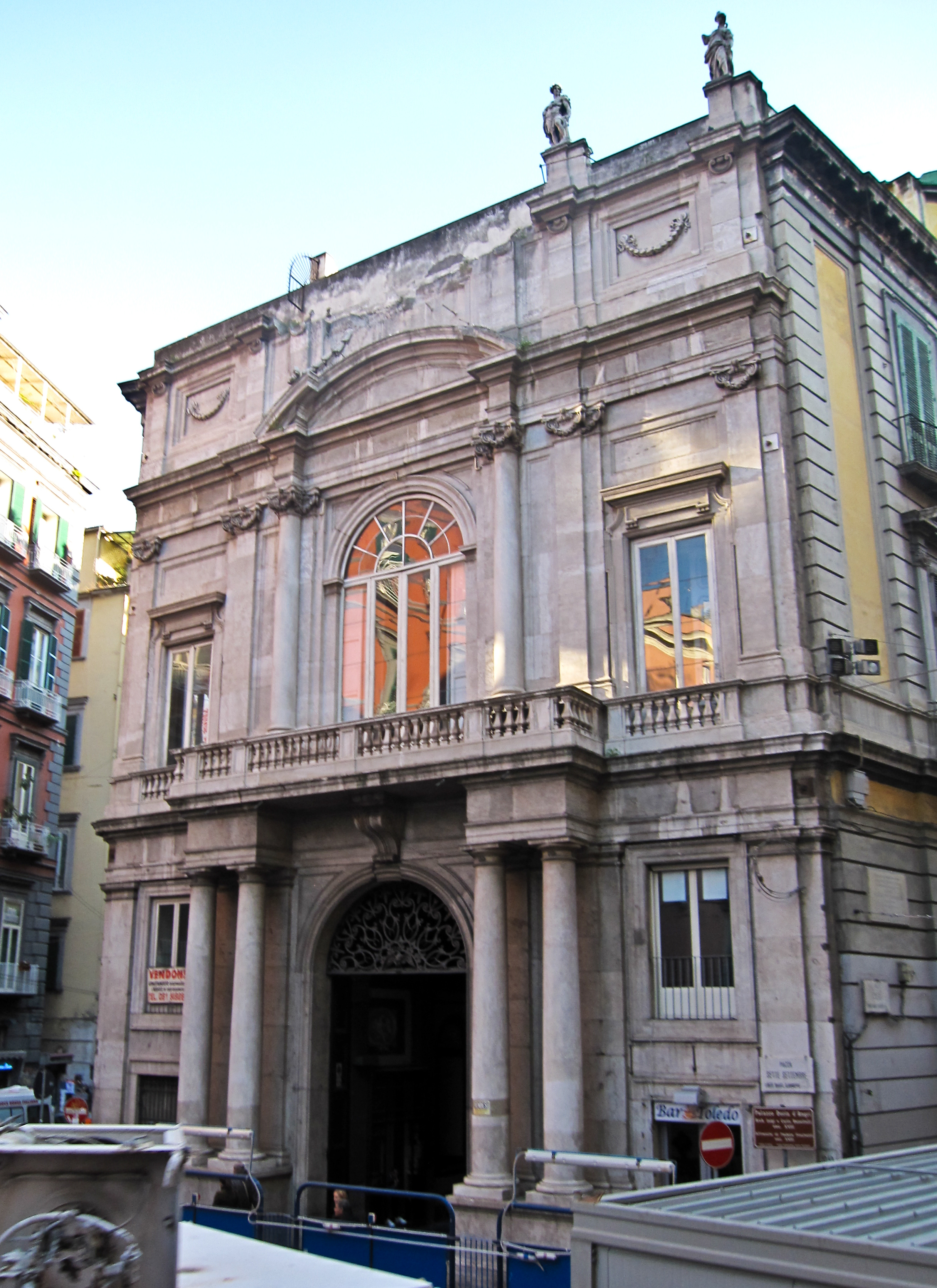
Palazzo Doria d'Angri di Napoli, dove la tela fu trasferita nel 1832

Le spasmodiche richieste del committente spinsero il suo intermediario a Napoli, tale Lanfranco Massa, cittadino genovese e procuratore nella capitale partenopea della famiglia Doria, a chiedere al Merisi la consegna della tela quando ancora la vernice passata sul dipinto non era del tutto asciutta. La vicenda ci è nota per una lettera che proprio il Massa inviò al Doria l'11 maggio 1610, in cui scrive: «Pensavo di mandarle il quadro di Sant’Orzola questa settimana però per assicurarmi di mandarlo ben asciuttato, lo posi al sole, che più presto ha fatto revenir la vernice che asciugatole per darcela il Caravaggio assai grossa: voglio di nuovo esser da detto Caravaggio per pigliar suo parere come si ha da fare perché non si guasti» (non è nota quale sia stata la successiva risposta del pittore). Il Massa disse poi nella stessa missiva che l'opera aveva stupito tutti coloro che avevano avuto modo di vederla dal vivo.
Il dipinto fu quindi completato già a maggio 1610 e spedito a Genova il giorno 27 dello stesso mese, dove comparirà in un inventario redatto post mortem di Marcantonio, nel 1620. L'opera passò quindi al figlio Nicolò, principe di Angri e duca di Eboli.
Nel Settecento della tela non si ha più traccia: passò verosimilmente tra le proprietà dei discendenti Doria di Roma, Giuseppe Maria e Giovanni Francesco, tant'è che compare nel testamento del primo nel 1816, col quale nomina erede dei suoi beni, quindi anche della tela, il nipote Giovanni Carlo. Questi tuttavia non poté ottenere la titolarità dei beni finché rimaneva in vita la prima legata testamentaria, cioè Maria Doria Cattaneo (sorella di Giuseppe e Giovanni).
Nel 1832 la tela fu portata a Napoli nel palazzo familiare in Santo Spirito da Maria Doria, che la spedì a Giovanni Carlo assieme ad altre opere della collezione di famiglia, tra cui di Tiziano, Rubens, Van Dyck e Ribera, vincolate già con la morte di Marcantonio mediante l'istituzione di un fidecommesso. In questa occasione la Sant'Orsola vide due interventi di restauro mal effettuati che hanno finito per peggiorare lo stato in cui versava l'opera. L'inventario post mortem del 1855 di Giovanni Carlo cita tutti i beni siti nel palazzo napoletano, specificando il cattivo stato in cui versava la tela in quel momento, che viene registrata con la giusta attribuzione al Merisi ma col titolo errato di Martirio di Sant'Agata.
L'opera fu dunque dei principi di Angri e duchi di Eboli e spostata in epoche successive nella villa di campagna a Eboli. Venne poi venduta assieme a tutta la residenza salernitana dopo la seconda guerra mondiale ai baroni Romano-Avezzano della stessa cittadina. Con questi passaggi si perse memoria della paternità del dipinto, che fu erroneamente attribuito dai vari storici dell'arte novecenteschi a Bartolomeo Manfredi (secondo Roberto Longhi) o a Mattia Preti (secondo Raffaello Causa).

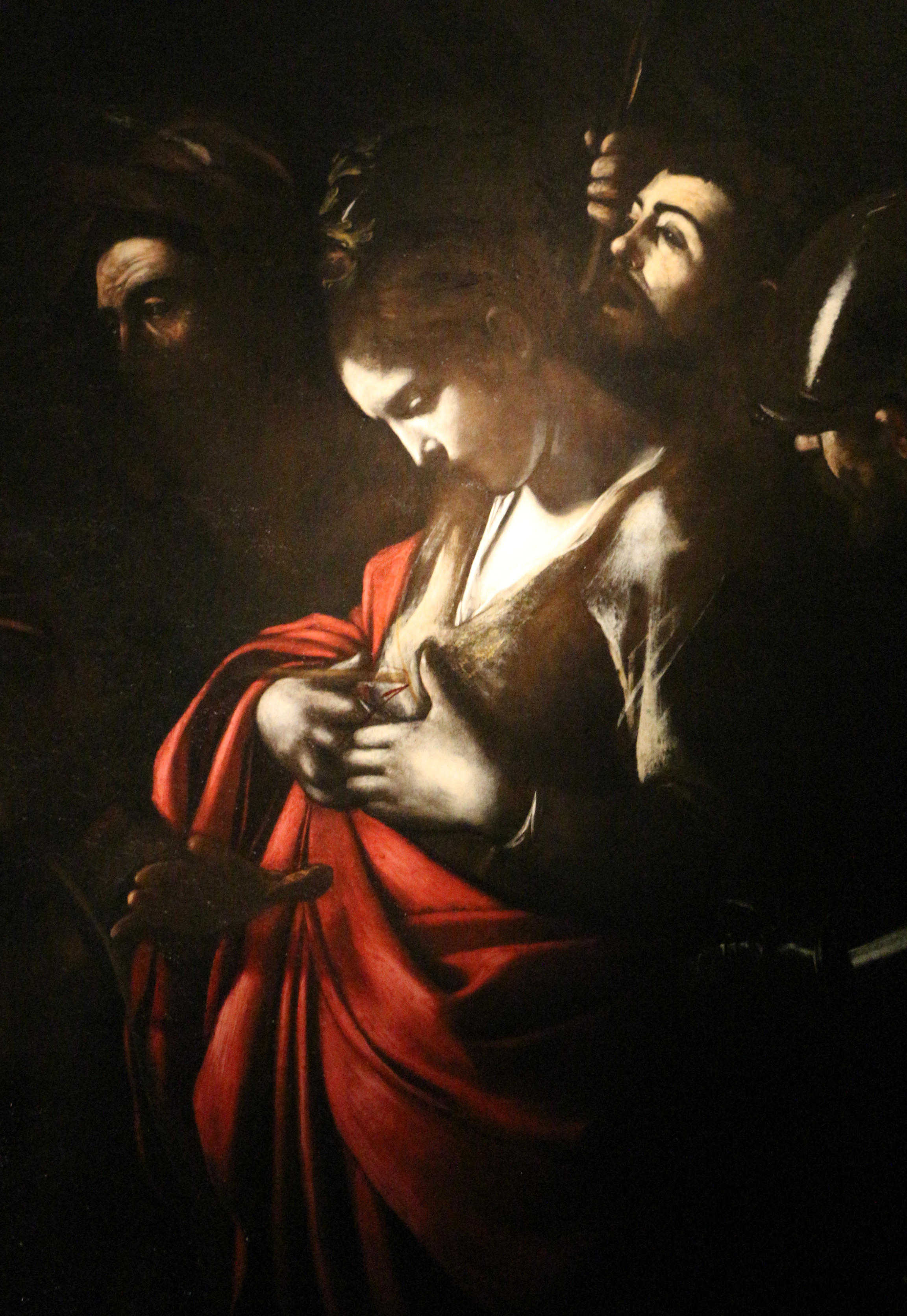
Dettaglio di Sant'Orsola successivo al restauro del 2003-2004, dove si rinviene la mano di un soldato davanti alla principessa

Il primo a intuire la corretta attribuzione del Martirio fu Ferdinando Bologna che ebbe occasione di osservarlo nella tenuta Romano-Avezzano di Eboli intorno al 1954. Compreso il possibile valore dell'opera, anche grazie alla mostra che aveva rivalutato l'intera pittura naturalista curata dal Longhi nel 1951 (Caravaggio e i caravaggeschi), successivamente i nobili trasferirono il dipinto per motivi di sicurezza presso una loro dimora a Napoli. Nel 1973 i proprietari vendettero la tela alla Banca Commerciale Italiana con l'attribuzione che oscillava ancora nell'ambito di Manfredi e Preti. Tuttavia dai lavori di restauro che furono effettuati sull'opera emersero nuove informazioni che iniziarono a ribaltare la storia, tra queste vi fu quella della comparsa sul retro della stoffa di una scritta antica «D. Michel Angelo da Caravagio 1616 M.A.D.», dove l'acronimo sta ad indicare il nome del committente Marco Antonio Doria mentre l'anno rappresenta la data della sua morte (secondo una parte della critica il 1616 è un errore di lettura, in quanto l'anno giusto da leggere sarebbe il 1610, ossia quello di realizzazione della tela).
L'attribuzione è stata definitivamente accertata solo negli anni '80 quando Giovanni Fulco (pubblicato poi da Vincenzo Pacelli, all'epoca collaboratore del Bologna) rinvenne nell'archivio Doria D'Angri la lettera scritta a Napoli da Lanfranco Massa nel 1610 e altri documenti antichi comprovanti i vari passaggi di proprietà del dipinto.
In seguito a un ulteriore restauro effettuato tra il 2003 e il 2004 è venuto fuori un pentimento: è riapparsa una mano che si frappone tra la santa e il carnefice, quasi come a volersi opporre all'esecuzione. Con le fusioni societarie che hanno riguardato l'istituto di credito, l'attuale proprietario del quadro è divenuto il gruppo Intesa Sanpaolo, che lo ha esposto per lungo tempo nella sua sede di palazzo Zevallos a Napoli e poi, dal 2021, nella nuova sede di palazzo Piacentini della stessa città partenopea.
Nel 2025, in occasione di un restauro propedeutico all'esposizione a Palazzo Barberini di Roma, sono state riportate alla luce ulteriori tre figure in precedenza coperte.

## Descrizione e stile

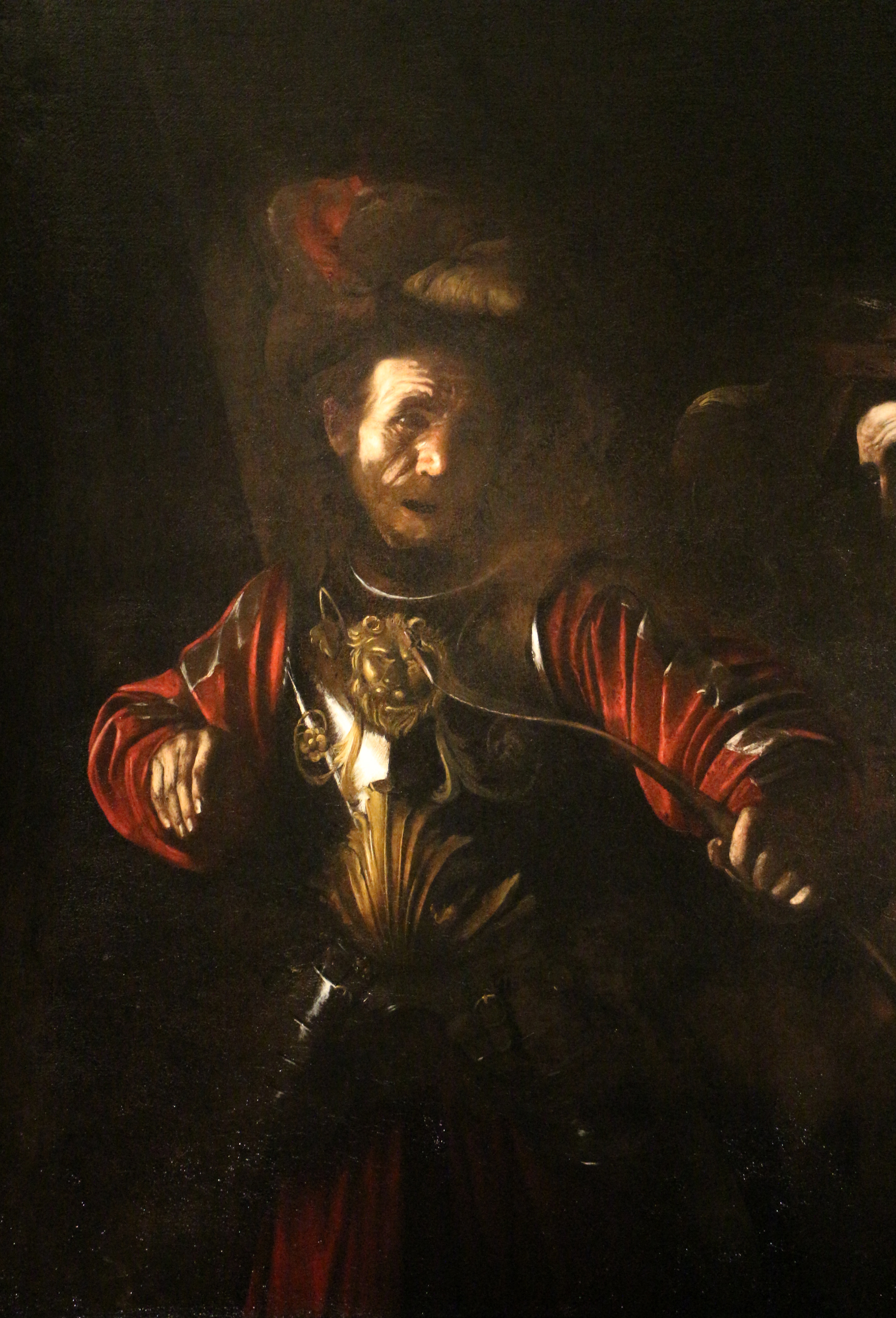
Particolare di Attila

Come sua consuetudine, Caravaggio si discosta dall'iconografia tradizionale di Sant'Orsola, generalmente ritratta coi soli simboli del martirio e in compagnia di una o più vergini sue compagne. Il pittore sceglie invece di raffigurare il momento stesso in cui la principessa, avendo rifiutato di concedersi all'unno Attila, viene da lui trafitta con una freccia, il che carica la scena di un tono squisitamente drammatico.
Il dipinto è ambientato nella tenda di Attila, appena discernibile grazie al drappeggio sullo sfondo, che funge quasi da quinta teatrale. L'intero ambiente è permeato da un complesso gioco di luci e ombre che, tuttavia, in quest'ultimo dipinto dell'artista sembra dar vantaggio più alle seconde che alle prime, probabilmente specchio del travagliato periodo che l'autore stava vivendo nella parte finale della sua vita.

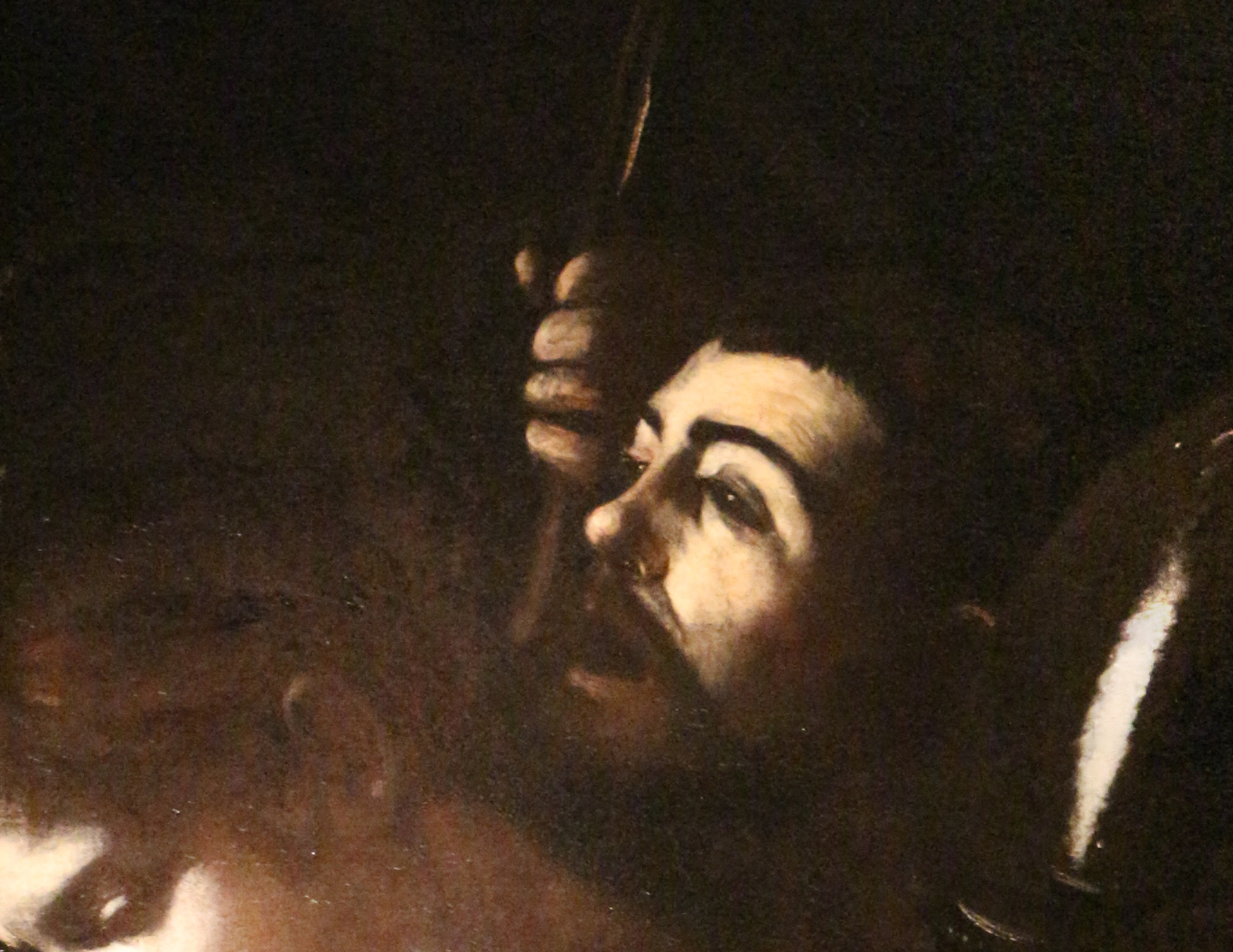
Particolare dell'uomo alle spalle della santa, il cui ritratto è quello di Caravaggio

Il primo personaggio a sinistra è Attila, raffigurato con abiti seicenteschi; il barbaro ha appena scagliato la freccia e pare essersi già pentito del suo gesto tant'è che sembra quasi allentare la presa sull'arco mentre il suo volto è contratto in una smorfia di dolore.
A poca distanza da lui c'è sant'Orsola, trafitta dalla freccia appena visibile sul suo seno: ella piega la testa in quella direzione e con le mani sta spingendo indietro il petto come per meglio vedere la ferita del suo martirio. Non sembra provare dolore, piuttosto una disinteressata rassegnazione; ma il suo volto e le sue mani, molto più bianchi rispetto a quelli degli altri personaggi, preludono alla sua immediata morte. Infatti tre barbari, anch'essi in abiti moderni (uno indossa addirittura un'armatura di ferro), stanno accorrendo a sorreggere la santa, increduli di fronte al gesto repentino e impulsivo del loro capo. Nelle fattezze di quello di loro che si trova alle immediate spalle di sant'Orsola Caravaggio ha raffigurato se stesso con la bocca dischiusa e l'espressione dolorante, come ad esser stato trafitto insieme a lei.
Le tre figure riemerse alla luce dopo il restauro del 2025, tutte maschili, sono un soldato unno che si trova proprio alla destra del capo barbaro, un misterioso personaggio con un cappello, e un altro uomo di Attila, vicino a Orsola.